# Plac Jana Nowaka-Jeziorańskiego w Krakowie
Plac Jana Nowaka-Jeziorańskiego (w latach 1870–1892 plac Kolei Żelaznej, następnie w latach 1892–2006 plac Kolejowy) – plac w Krakowie, w dzielnicy I Stare Miasto pomiędzy starym budynkiem stacji kolejowej Kraków Główny, Galerią Krakowską, pałacykiem Wołodkowiczów, hotelem andel’s i ul. Lubicz, na Wesołej.
W 1844 rozpoczęto budowę krakowskiego dworca a w 1847 budowę linii kolejowej Kolei Krakowsko-Górnośląskiej z Krakowa do Mysłowic. Teren na których obecnie znajduje się budynek dworca i plac kupiono od klasztoru marków.
W początkach XXI wieku wyburzono stare budynki znajdujące się na placu (m.in. bar „Smok”). W 2004 rozpoczęto budowę Galerii Krakowskiej w północnej części placu, następnie w 2007 hotelu „andel’s”. Plac został gruntownie wyremontowany w 2007 r. podczas budowy Krakowskiego Centrum Komunikacyjnego. 
Od tego czasu, zimą w jednej z części placu umieszcza się sztuczne lodowisko. W roku 2012 na Placu Jana Nowaka Jeziorańskiego odbywa się Galicyjski Kiermasz Adwentowy. 4 czerwca 2018 na placu odsłonięto pomnik Ryszarda Kuklińskiego.
Jego długość (północ-południe) wynosi 145 m, a jego szerokość (wschód-zachód) 115 m. Jego powierzchnia (wliczając w to budynek poczty i hotelu andel’s) wynosi ok. 16 675 m².

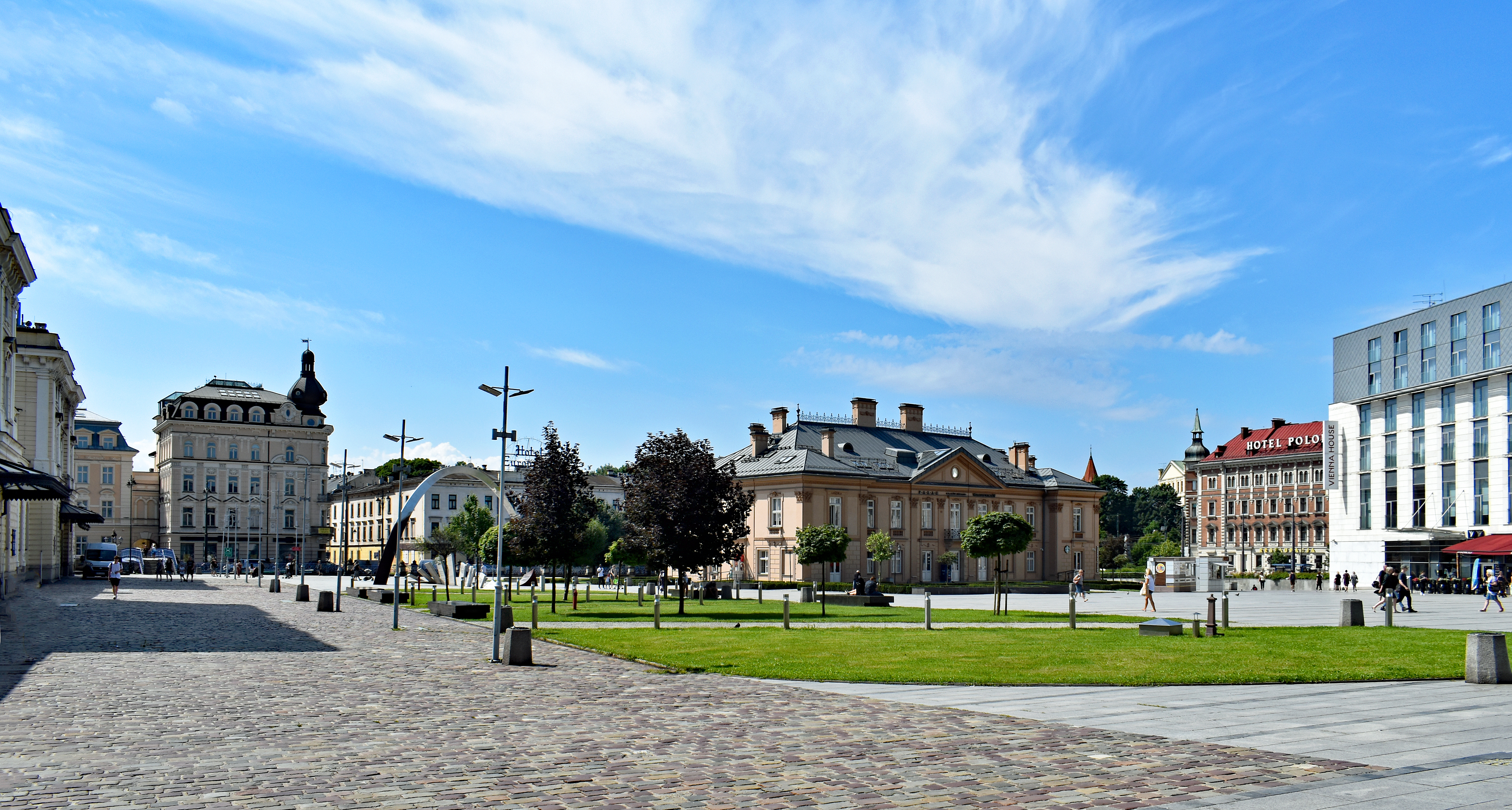
Widok z północy.
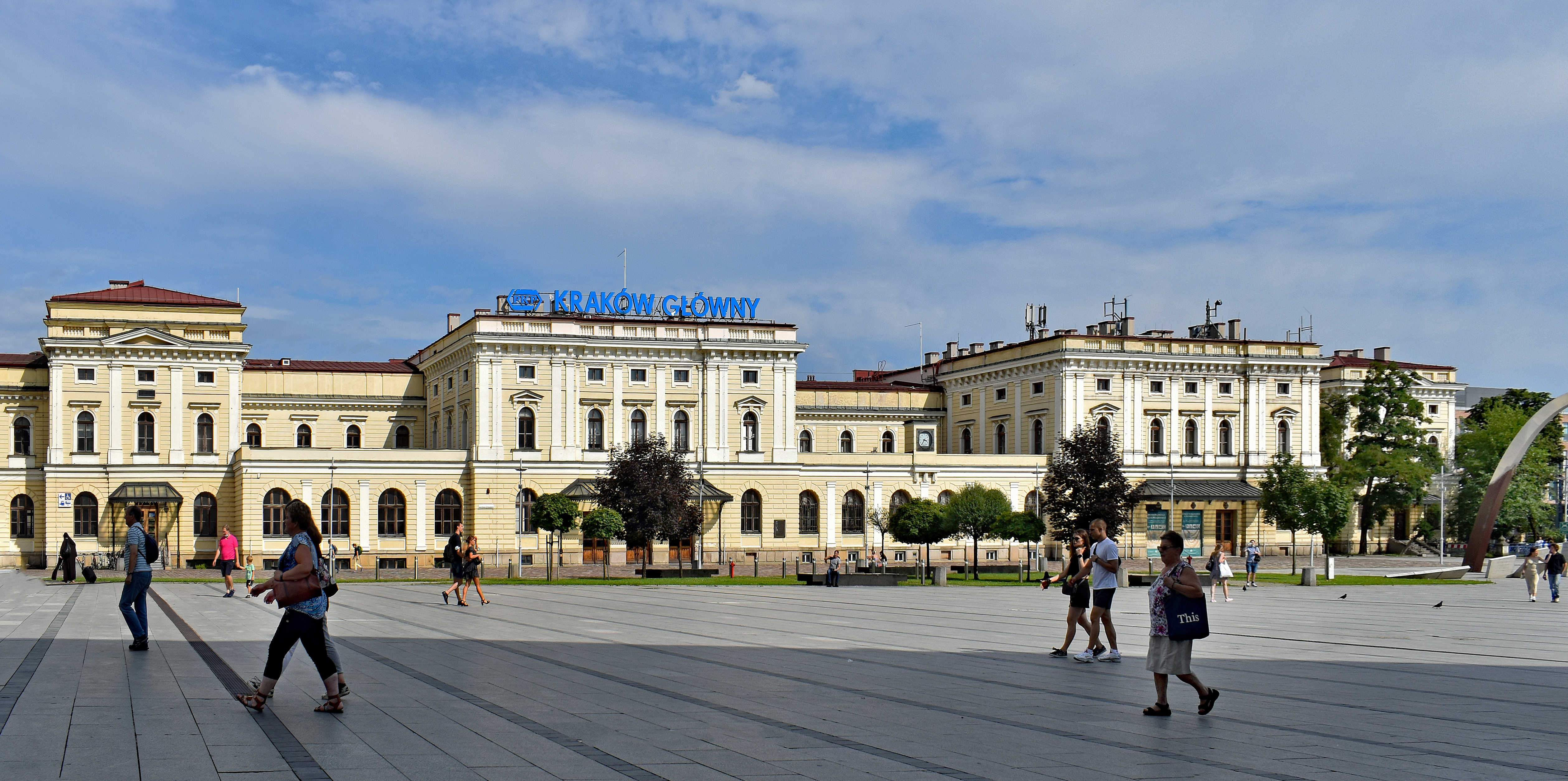
Wschodnia pierzeja placu, stary budynek stacji kolejowej Kraków Główny.
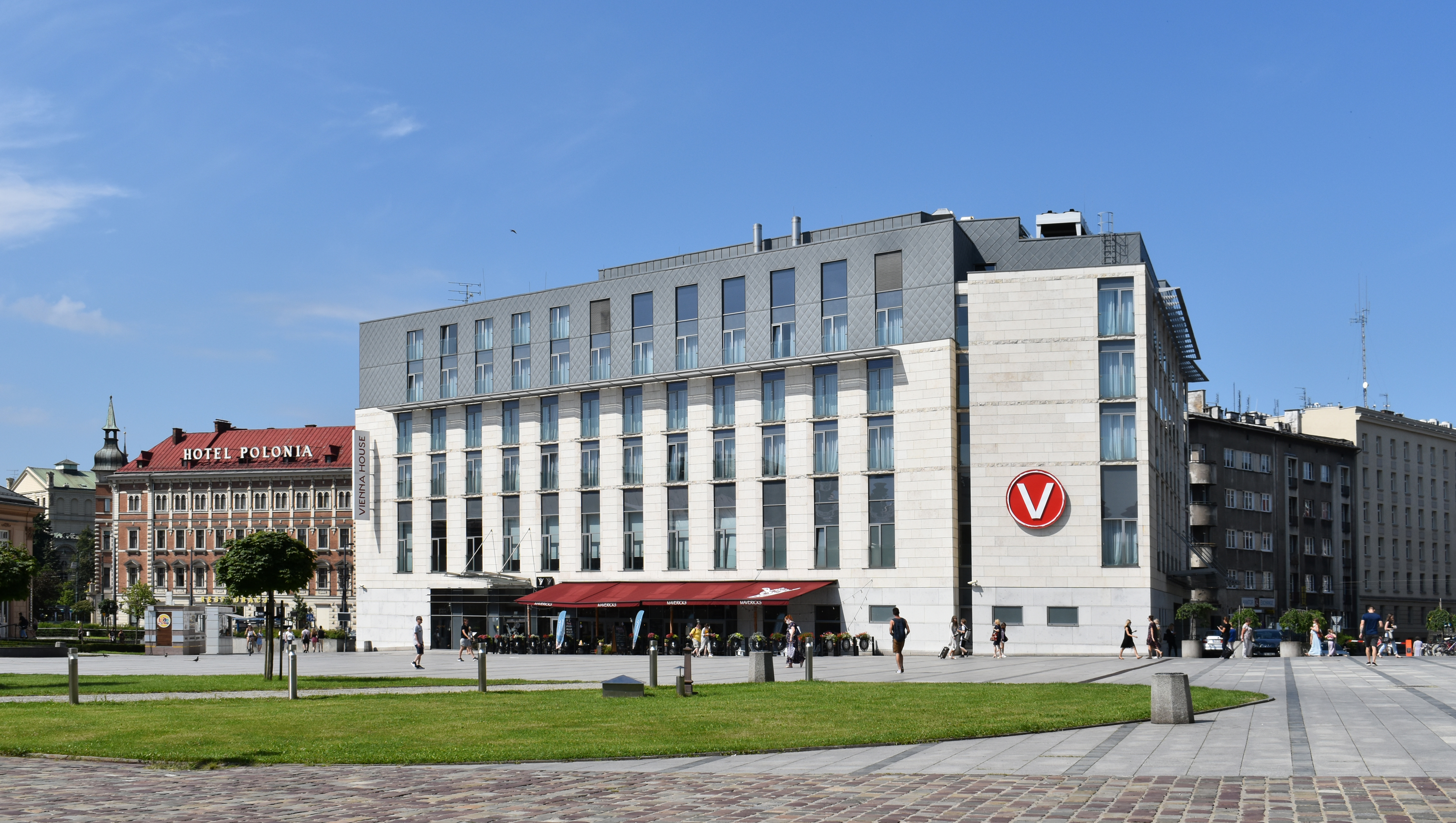
Zachodnia pierzeja placu.
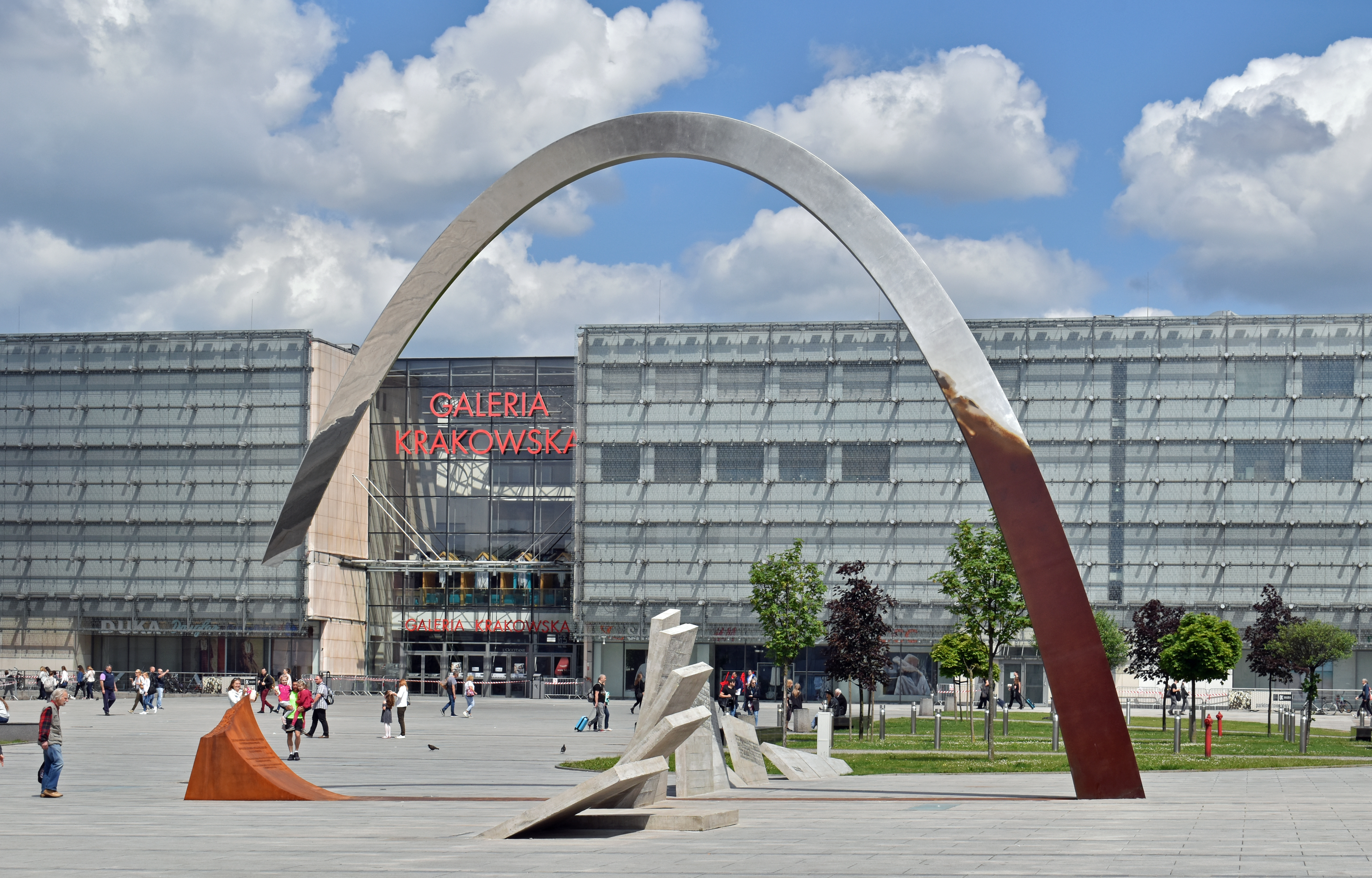
Pomnik Ryszarda Kuklińskiego.